# لشکر ۱۹ فجر

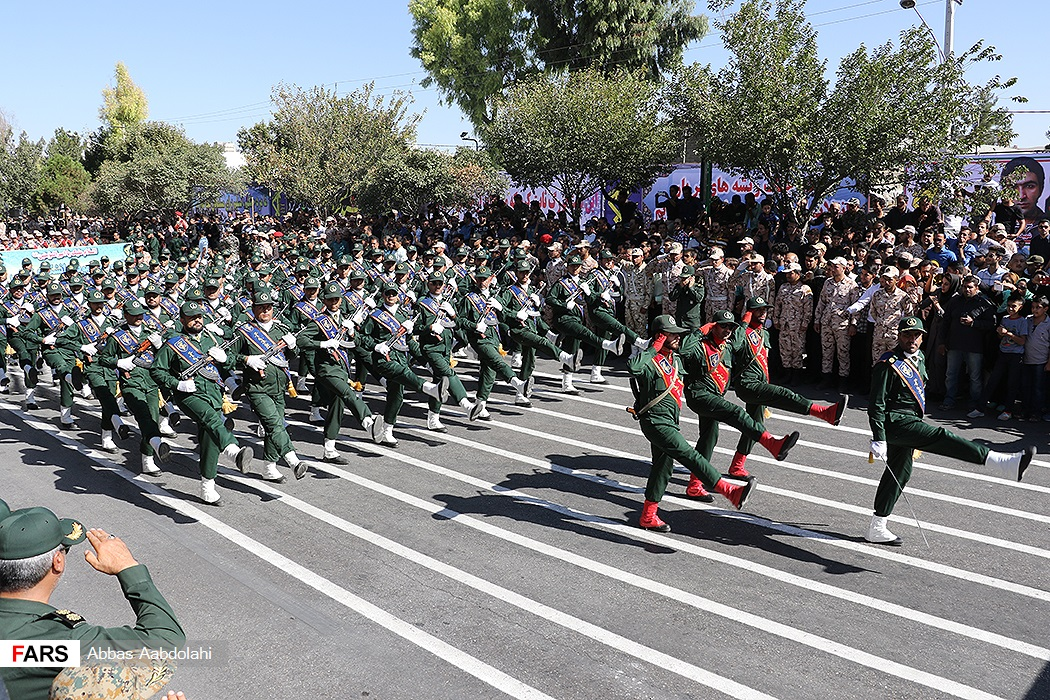
رژه نیروهای لشکر ۱۹ فجر به‌مناسبت سالگرد جنگ ایران و عراق در سال ۱۳۹۶، شیراز

لشکر عملیاتی ۱۹ فجر یا به اختصار لشکر ۱۹ فجر از لشکرهای پیاده نیروی زمینی سپاه پاسداران انقلاب اسلامی است، که ستاد فرماندهی و پادگان آن در شهر شیراز مستقر می‌باشد. پیشینه شکل‌گیری این یگان به اسفندماه ۱۳۶۰ بازمی‌گردد و فرم کنونی آن در فروردین‌ماه ۱۳۶۲ تأسیس شد. لشکر ۱۹ فجر از یگان‌های پیاده سپاه پاسداران انقلاب اسلامی در خلال جنگ ایران و عراق بود، که در عملیات‌های فتح‌المبین، بیت‌المقدس، والفجر ۸ و والفجر ۱۰، خیبر، بدر، کربلای ۴ و کربلای ۵ به‌عنوان نیروی عمل‌کننده مشارکت داشت. در طول جنگ بیش از ۶ هزار نفر از نیروهای لشکر ۱۹ فجر شهید شدند. هم‌اکنون سرتیپ‌دوم پاسدار یدالله کشاورز فرماندهی لشکر ۱۹ فجر شیراز را برعهده دارد.

## تاریخچه

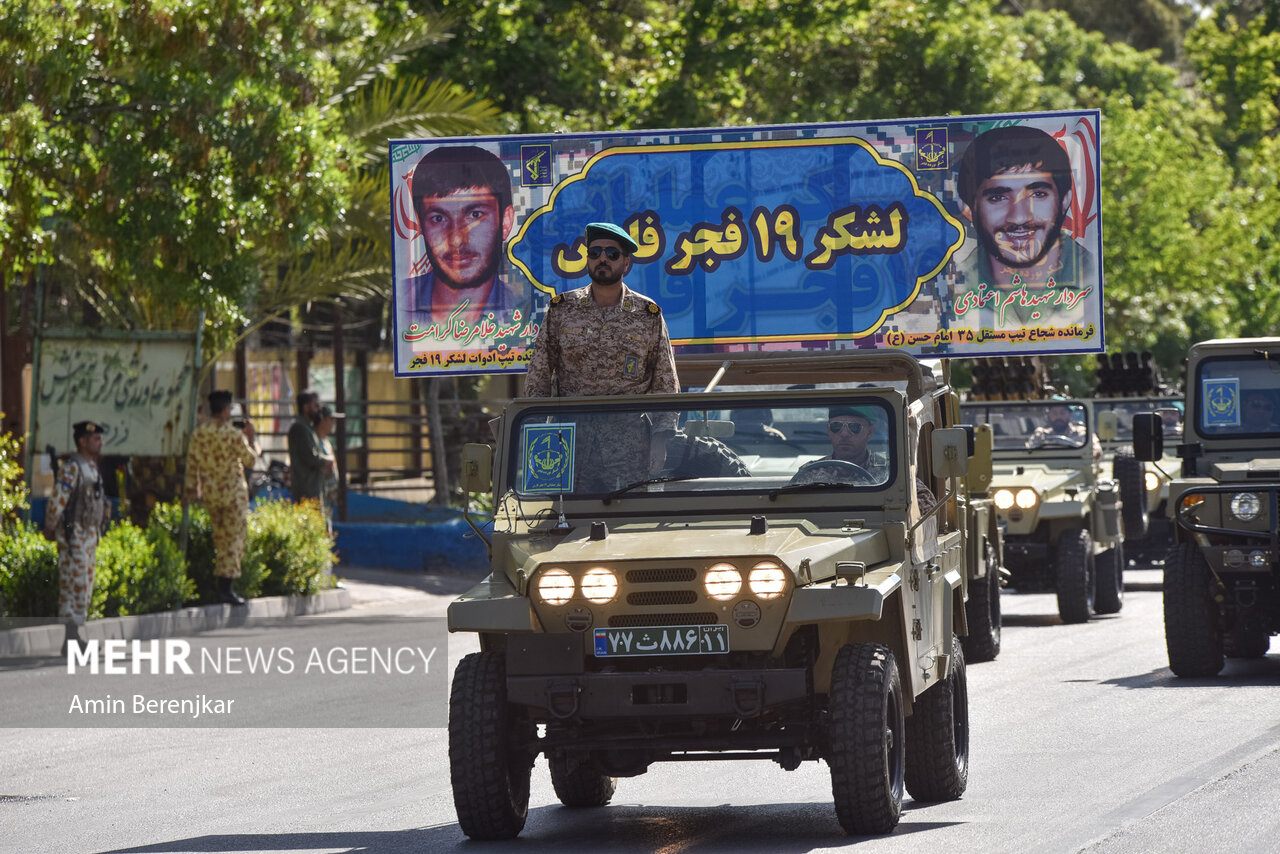
رژه ستون خودرویی لشکر ۱۹ فجر در روز ارتش، سال ۱۴۰۲، شیراز

پیشینه شکل‌گیری لشکر ۱۹ فجر به زمان تأسیس تیپ امام سجاد در سال ۱۳۶۰ بازمی‌گردد. این یگان در اولین مرحله، به عملیات بیت‌المقدس وارد شد و پادگان شهید بهشتی اهواز که پیش از آن مقر اعزام نیرو بود، به عنوان عقبه، به نیروهای اعزام شده از استان فارس واگذار شد تا از آنجا نیروهای خودشان را سازماندهی نمایند. نخستین بار تیپ امام سجاد به فرماندهی محمدنبی رودکی به استان فارس واگذار گردید. تا پیش از آن، نیروهای رزمنده استان فارس متفرق و در کل یگان‌های سپاه پاسداران پخش بودند، که با تشکیل تیپ امام سجاد، اعزام‌ها متمرکز شد. آن زمان تیپ ذوالفقار به فرماندهی علی اسدزاده در منطقه عین خوش تشکیل شد، اما چون این تیپ‌ها دارای عقبه محکمی نبود، در لشکر ۱۹ فجر و لشکر ۳۳ المهدی ادغام شدند. پس از آن تیپ ۳۳ المهدی در فروردین‌ماه سال ۱۳۶۲ از لشکر ۱۹ فجر مستقل شد و پس از آن نیز تیپ امام سجاد و تیپ حضرت فاطمه زهرا در لشکر ۱۹ فجر ادغام شدند و لشکر عملیاتی ۱۹ فجر را تشکیل دادند. پس از مدتی یگان‌های دیگری چون تیپ ۵۶ یونس، تیپ ۴۶ مهندسی الهادی، تیپ زرهی ۲۸ صفر نیز به لشکر ۱۹ فجر اضافه شدند.